# Суперкубок України з волейболу серед жінок 2016
Суперкубок України серед жіночих волейбольних команд відбувся 15 жовтня 2016 року в спортивному комплексі Національного університету фізичної у
культури і спорту України. Южненський «Хімік» у трьох сетах переміг запорізьку «Орбіту» і став першим володарем трофею.

## Матч
| 15 жовтня 2016 |

| «Хімік» | 3 – 0 (25-18, 25-11, 25-7) | «Орбіта» |
| ------- | -------------------------- | -------- |
|         |                            |          |

| СК НУФКСУ (Київ) Глядачів: 585 Арбітр: А. Скибицький (Львів), А. Ковальчук (Луцьк) |

«Хімік»: Катерина Дудник, Дар'я Дрозд, Алла Політанська, Катерина Сільченкова, Інна Молодцова, Анастасія Чернуха; Аліна Степанчук (л), Кристина Нємцева (л), Олена Напалкова, Юлія Бойко, Дарія Степановська (к), Юлія Микитюк, Діана Карпець. Тренер — Андрій Романович.
«Орбіта»: Лідія Лучко, Ксенія Пугач, Євгенія Перепіч, Юлія Яструб, Олена Козиряцька-Середа (к), Вікторія Савченко; Олександра Кутнякова (л), Поліна Пасс, Людмила Лапікова, Вікторія Олійник. Тренер — Ірина Комісарова.
- Тривалість матчу: 61 хвилина (22+20+19)